# 巽孝之 (アナウンサー)
巽 孝之（たつみ たかゆき、1965年4月7日 - ）は、九州朝日放送の報道記者、元アナウンサー。

## 経歴・人物
和歌山県橋本市出身。関西学院大学法学部政治学科卒業、生田教室出身。
1989年4月、九州朝日放送入社。アナウンサーを経て、2005年4月より報道部に異動し、現在は報道記者である。
入社一年目の1989年8月に『PAO〜N ぼくらラジオ異星人』でメインパーソナリティの沢田幸二が夏休みの時に代役の一人として出演し、スタッフと海の家に来ていた人合わせて約30人で野球拳で対決、15戦目で全部脱がされてペナントを使った前貼り姿になったということがあった（尚この写真が「月刊ラジオパラダイス」1989年10月号にも掲載されている）。同年10月からは『PAO～N - 』のレギュラーとなり、「暴れん坊将軍」コーナーの将軍役のゴマ太郎（スタッフで同番組出演者の一人）の“お付きの者”として出演していた。関西出身の縁で大阪・ABCラジオの『毛利千代子のおはようパートナー』の電話リポート（コーナー名「おはようリポート」）の木曜日にレギュラー出演していた。

## 番組
- KBCラジオKBC 今週のポピュラーベスト10 4代目MC。
- KBCラジオ夜はこれから!ホークス派宣言 2003年オフシーズン金曜パーソナリティ
- KBCテレビ「るり色の砂時計」ナレーター（?～2005年3月、現在は沢田幸二）。正月等のスペシャルでは顔出しもあった。
- KBCテレビ「KBCニュースピア」福岡佐賀再発見コーナー担当（2013年10月2日 - ）。

## 備考
同姓同名で、英米文学研究者の巽孝之に2004年夏に対面したことがある。